# Jonathan Friedrich Bahnmaier

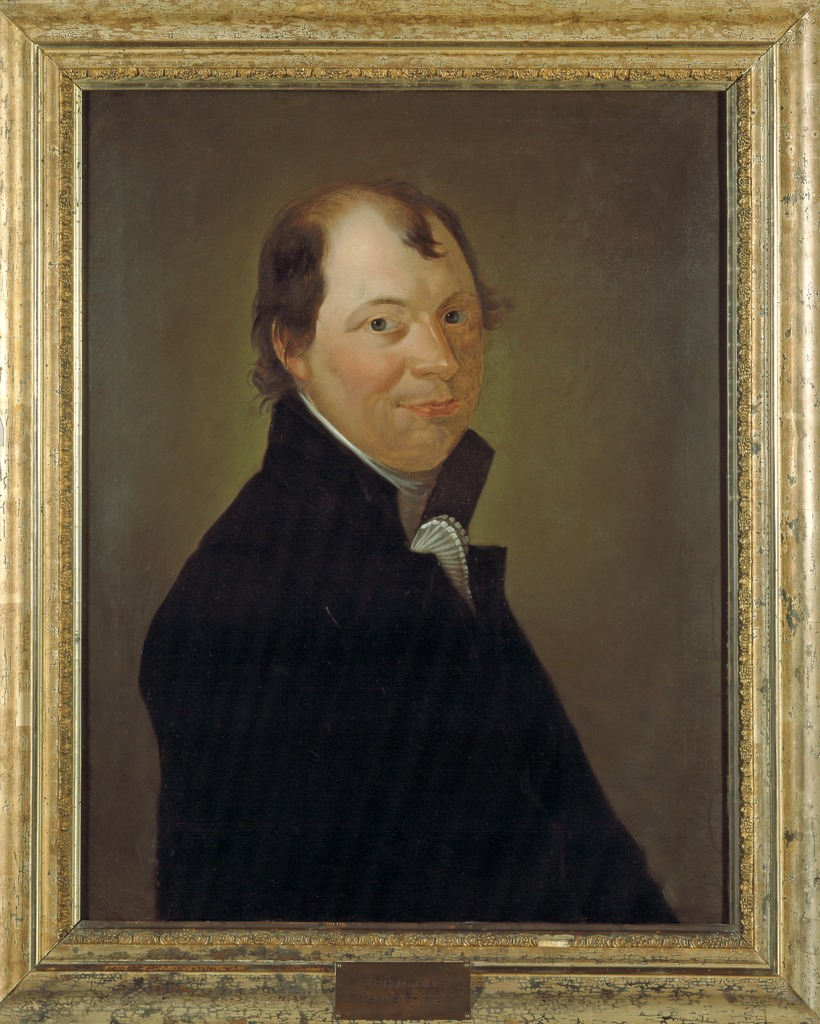
Bildnis des Jonathan Friedrich Bahnmaier, Gemälde eines anonymen Meisters aus dem Bestand der Tübinger Professorengalerie

Jonathan Friedrich Bahnmaier (* 12. Juli 1774 in Oberstenfeld; † 18. August 1841 in Owen) war ein deutscher evangelischer Theologe und Kirchenlieddichter.

## Leben
Jonathan Friedrich Bahnmaier wurde als Sohn eines Pfarrers geboren. Er besuchte Klosterschulen in Maulbronn sowie in Denkendorf und studierte in Tübingen. 1798 wurde er Vikar; 1802 Repetent; 1806 Diakon in Marbach. 1810 kam er nach Ludwigsburg, hielt dort Lehrkurse für Lehrer und leitete eine Schule für wohlhabende Frauen. Im Jahr 1815 wurde er als Professor für Theologie, Pädagogik sowie Homiletik an die Universität Tübingen berufen.
Sein dringendstes Anliegen war es, die Musikerziehung der jungen Theologen und der akademischen Jugend am Evangelischen Stift und der Universität zu fördern. Deshalb bat er den damaligen Kultusminister Karl August Freiherr von Wangenheim, eine Musikdirektorenstelle an der Universität einzurichten. Erster Direktor der neu geschaffenen Stelle wurde Friedrich Silcher, der dort von 1817 bis 1859 wirkte. Überdies sorgte sich Bahnmaier um die pietistischen Studenten, die sich regelmäßig in einer Erbauungsversammlung („Pia“) trafen. Zu dieser gehörten unter anderem Ludwig Hofacker und Christian Gottlob Barth.
Im Zusammenhang mit der Ermordung des Diplomaten und Bühnenschriftstellers August von Kotzebue durch den Studenten Karl Ludwig Sand verlor Bahnmaier seine Stellung an der Universität und wurde 1819 von König Wilhelm I. als Dekan nach Kirchheim versetzt.

## Werke
- Walte, walte nah und fern, allgewaltig Wort des Herrn (EKG 584)
- Gesänge für die Jugend (1810)
- Predigten auf alle Sonn-, Fest- u. Feiertage I (1822)
- Predigten auf alle Sonn-, Fest- u. Feiertage II (1825)
- Predigten auf alle Sonn-, Fest- u. Feiertage III (1830)